# Zacharie Astruc
Zacharie Astruc, född 23 februari 1833 i Angers, död 24 maj 1907 i Paris, var en fransk skulptör, målare och konstkritiker. Han var en förgrundsgestalt i Frankrikes kulturliv under 1800-talets andra hälft och deltog såväl i impressionisternas utställningar som i världsutställningen 1900. 

## Konstverk

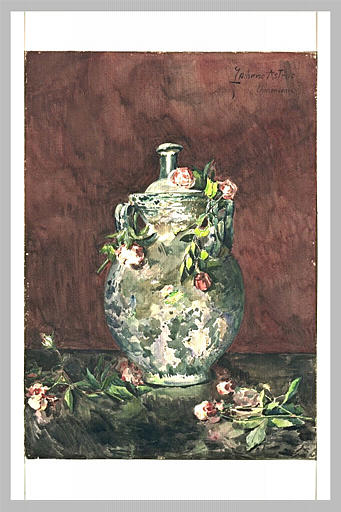
Roses négligemment jetées sur un vase, oljemålning på Louvren.
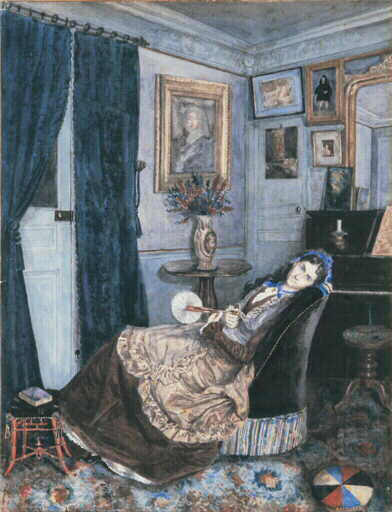
Interiör i Paris (1874), Musée d'Évreux.
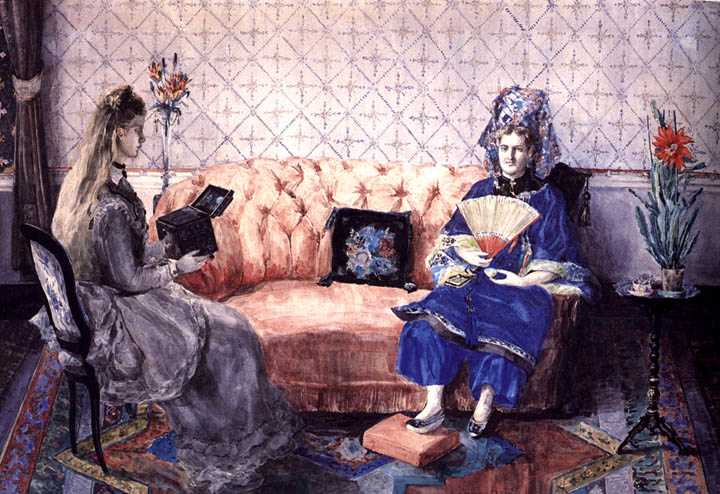
Kinesiska gåvor, oljemålning i privat ägo.
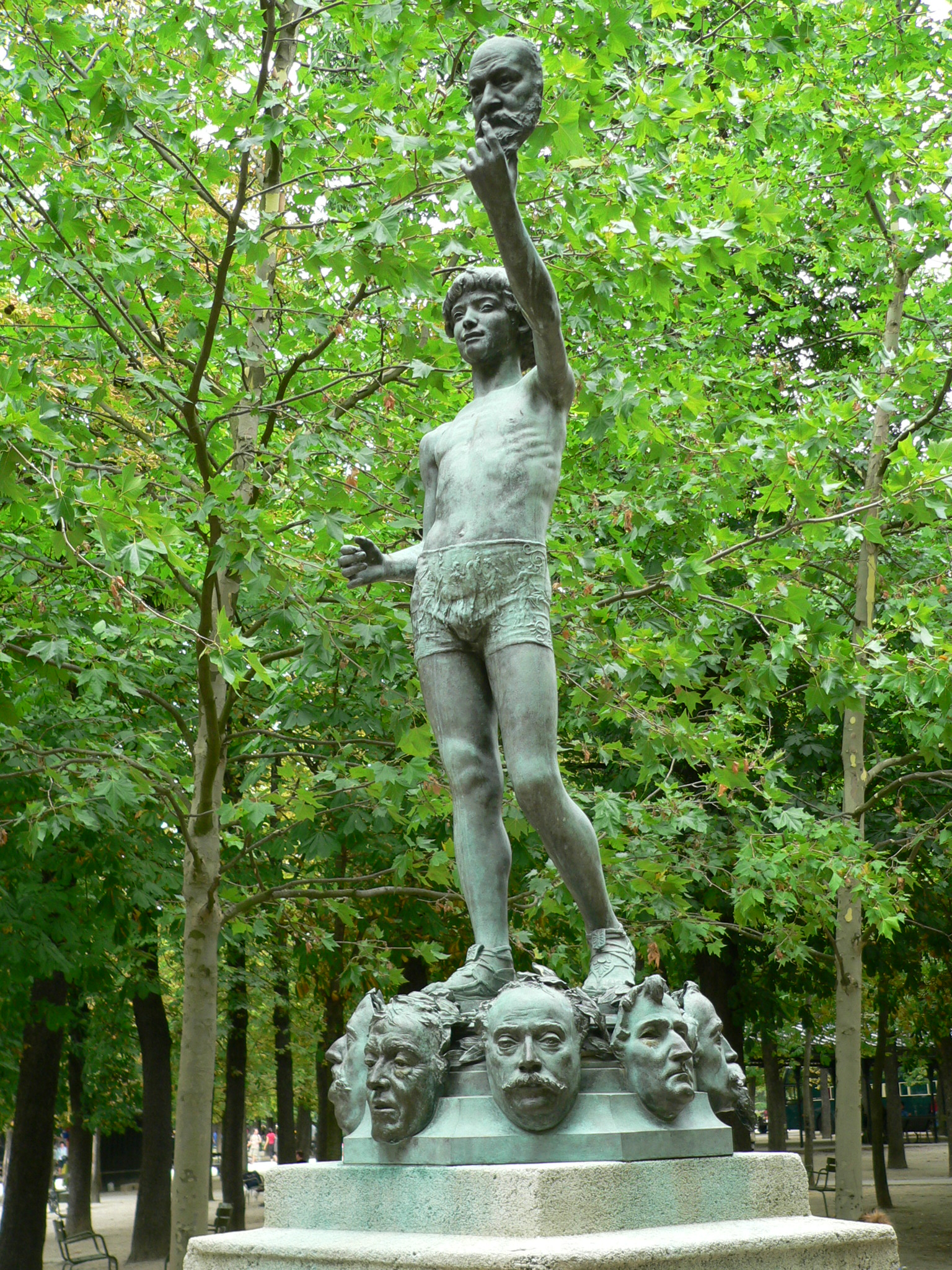
Le Marchand de masques (1883), skulptur i Jardin du Luxembourg
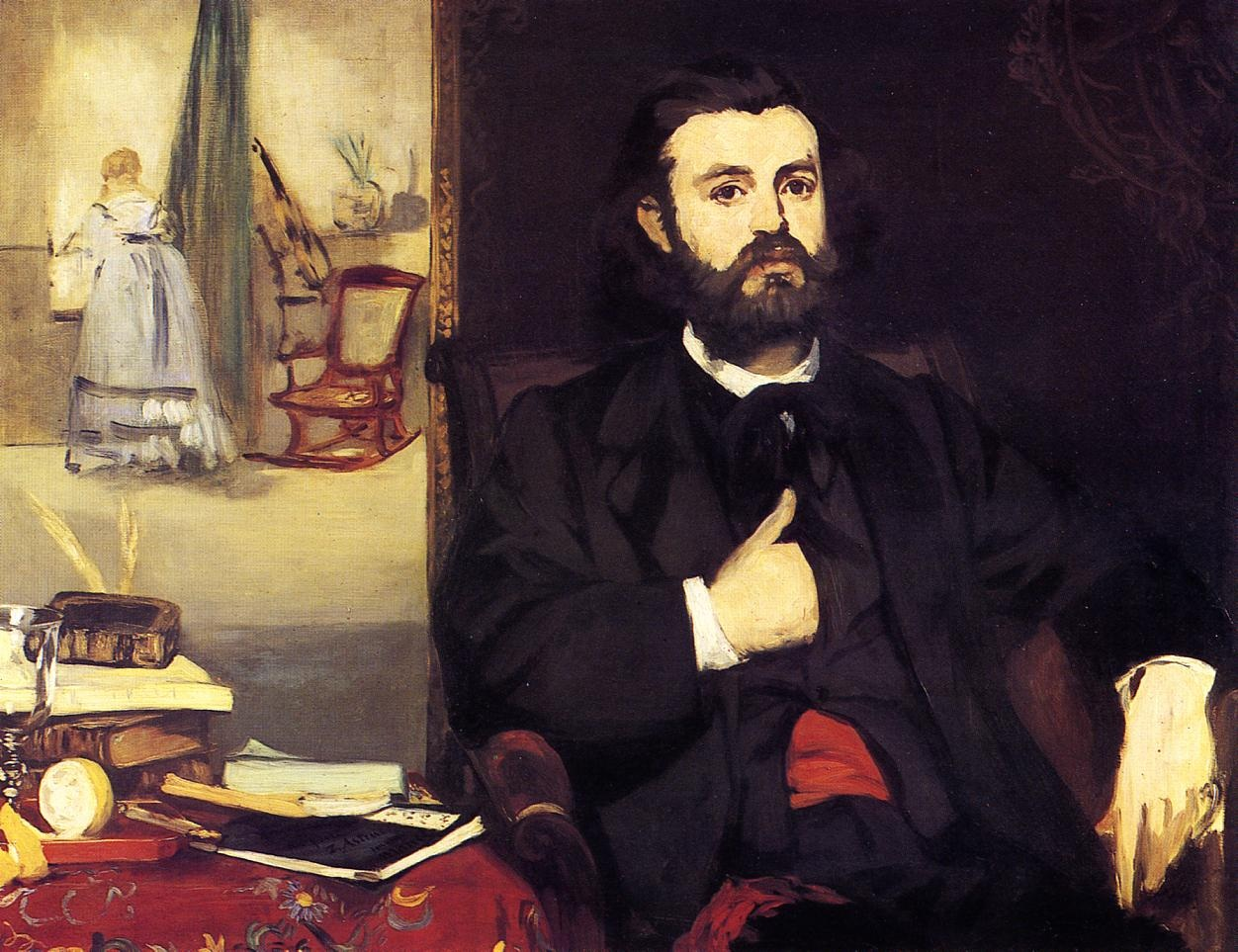
Zacharie Astruc, porträtt av Édouard Manet, Kunsthalle Bremen